# Aire d'attraction de Saint-Loup-sur-Semouse
L'aire d'attraction de Saint-Loup-sur-Semouse est un zonage d'étude défini par l'Insee pour caractériser l’influence de la commune de Saint-Loup-sur-Semouse sur les communes environnantes. Publiée en octobre 2020, elle se substitue à l'aire urbaine de Saint-Loup-sur-Semouse, qui comportait 2 communes dans le zonage de 2010.

### Carte

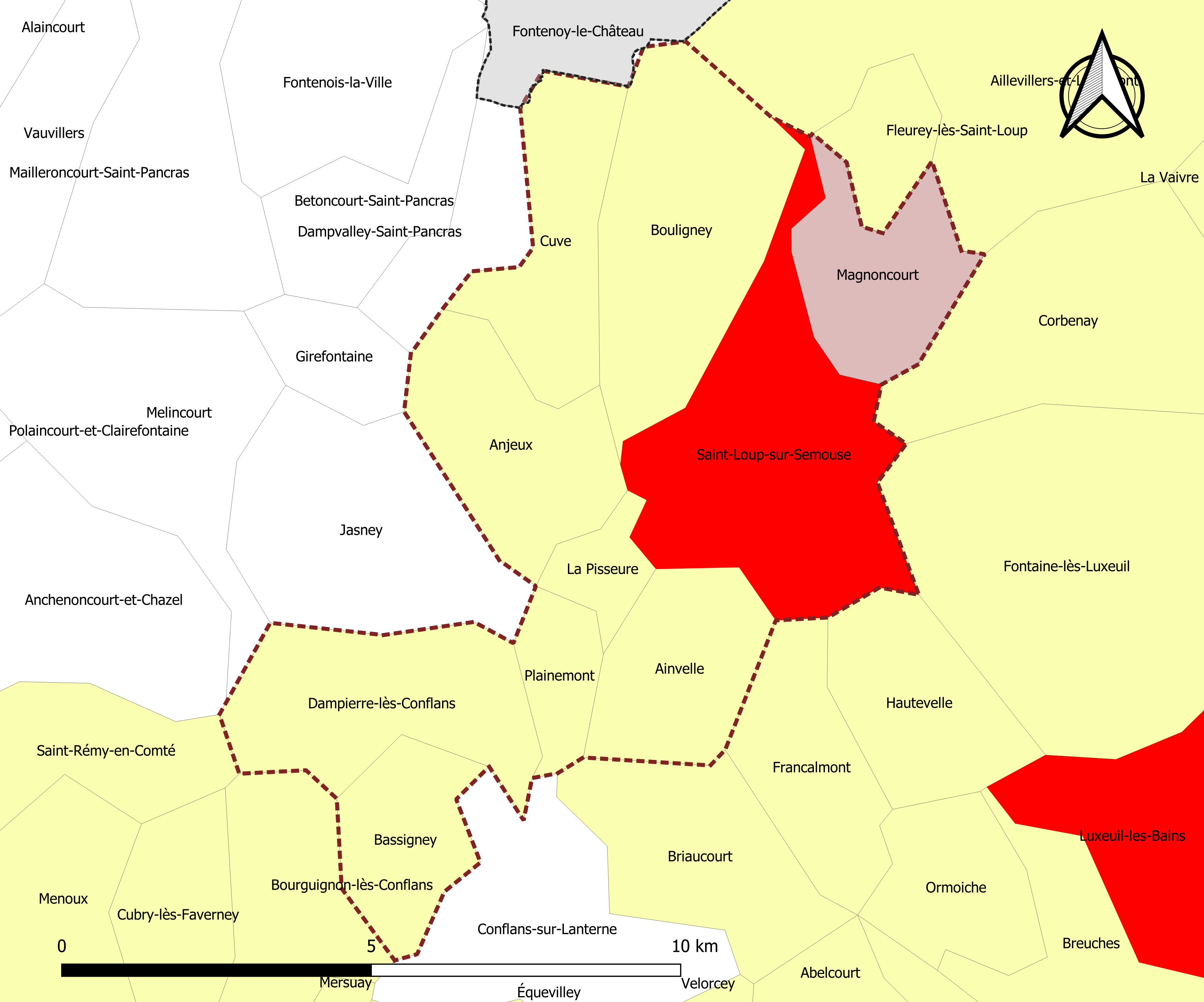
Carte de l'aire d'attraction de Saint-Loup-sur-Semouse.
Commune-centre
Commune du pôle principal
Commune de la couronne

## Définition
L'aire d'attraction d'une ville est composée d’un pôle, défini à partir de critères de population et d’emploi ainsi que d’une couronne constituée des communes dont au moins 15 % des actifs travaillent dans le pôle. Le pôle d’attraction constitue ainsi un point de convergence des déplacements domicile-travail,.

## Géographie
L’aire d'attraction de Saint-Loup-sur-Semouse est une aire intra-départementale qui comporte 10 communes dans la Haute-Saône. 

### Composition communale
| Nom                                     | Code Insee | Département | Statut                    | Superficie (km2) | Population (dernière pop. légale) | Densité (hab./km2) | Modifier                                    |
| --------------------------------------- | ---------- | ----------- | ------------------------- | ---------------- | --------------------------------- | ------------------ | ------------------------------------------- |
| Saint-Loup-sur-Semouse (commune-centre) | 70467      | Haute-Saône | commune-centre            | 16,54            | 2 842 (2022)                      | 172                | modifier les données · modifier les données |
| Magnoncourt                             | 70315      | Haute-Saône | commune du pôle principal | 6,67             | 400 (2022)                        | 60                 | modifier les données · modifier les données |
| Ainvelle                                | 70008      | Haute-Saône | commune de la couronne    | 6,75             | 148 (2022)                        | 22                 | modifier les données · modifier les données |
| Anjeux                                  | 70023      | Haute-Saône | commune de la couronne    | 8,71             | 144 (2022)                        | 17                 | modifier les données · modifier les données |
| Bassigney                               | 70052      | Haute-Saône | commune de la couronne    | 6,18             | 121 (2022)                        | 20                 | modifier les données · modifier les données |
| Bouligney                               | 70083      | Haute-Saône | commune de la couronne    | 14,20            | 404 (2022)                        | 28                 | modifier les données · modifier les données |
| Cuve                                    | 70194      | Haute-Saône | commune de la couronne    | 8,10             | 129 (2022)                        | 16                 | modifier les données · modifier les données |
| Dampierre-lès-Conflans                  | 70196      | Haute-Saône | commune de la couronne    | 10,37            | 258 (2022)                        | 25                 | modifier les données · modifier les données |
| La Pisseure                             | 70411      | Haute-Saône | commune de la couronne    | 2,30             | 39 (2022)                         | 17                 | modifier les données · modifier les données |
| Plainemont                              | 70412      | Haute-Saône | commune de la couronne    | 3,30             | 66 (2022)                         | 20                 | modifier les données · modifier les données |

## Démographie
Cette aire est catégorisée dans les aires de moins de 50 000 habitants, une catégorie qui regroupe 12,2 % de la population au niveau national.